# Xã Rockland, Quận Berks, Pennsylvania
Xã Rockland (tiếng Anh: Rockland Township) là một xã thuộc quận Berks, tiểu bang Pennsylvania, Hoa Kỳ. Năm 2010, dân số của xã này là 3.778 người.